# Anttila-Ristijärvi
Anttila-Ristijärvi är en sjö i Haparanda kommun i Norrbotten och ingår i Sangisälvens huvudavrinningsområde. Sjön har en area på 0,162 kvadratkilometer och ligger 52,1 meter över havet. Sjön avvattnas av vattendraget Ristioja.

## Delavrinningsområde
Anttila-Ristijärvi ingår i det delavrinningsområde (734434-185167) som SMHI kallar för Mynnar i Korpioja. Medelhöjden är 71 meter över havet och ytan är 5,58 kvadratkilometer. Det finns inga avrinningsområden uppströms utan avrinningsområdet är högsta punkten. Ristioja som avvattnar avrinningsområdet har biflödesordning 4, vilket innebär att vattnet flödar genom totalt 4 vattendrag innan det når havet efter 30 kilometer. Avrinningsområdet består mestadels av skog (72 procent) och sankmarker (22 procent). Avrinningsområdet har 0,16 kvadratkilometer vattenytor vilket ger det en sjöprocent på 2,9 procent.